# Vol EgyptAir 843
Le vol EgyptAir 843, un vol international régulier entre l'aéroport international du Caire, en Égypte, à l'aéroport international de Tunis-Carthage, en Tunisie, assuré par un Boeing 737-500 d'EgyptAir, s'écrase le 7 mai 2002 contre une colline lors de l'approche vers l'aéroport de Tunis, faisant 14 victimes et 28 blessés parmi les 62 occupants de l'appareil.

## Accident
Le vol 843 décolle de l'aéroport international du Caire dans l'après-midi du 7 mai 2002, à destination de l'aéroport international de Tunis-Carthage, en Tunisie, avec 56 passagers à bord, dont 27 Égyptiens, 16 Tunisiens, 3 Algériens, 3 Jordaniens et 2 Britanniques. Ce vol est assuré par un Boeing 737-566, sous la supervision du commandant de bord Ashraf Abdel-Aal et du copilote Khalid Odeh.
L'avion vole dans des conditions météorologiques de vol aux instruments (IMC), en raison du brouillard, de la pluie et de forte rafale de vent, au moment de l'approche de la piste 11 de l'aéroport de Tunis-Carthage,. L'appareil s'écrase au sommet d'une colline au nord de Tunis, à une altitude de 230 mètres au-dessus du niveau de la mer et à 6,4 kilomètres de l'aéroport,.

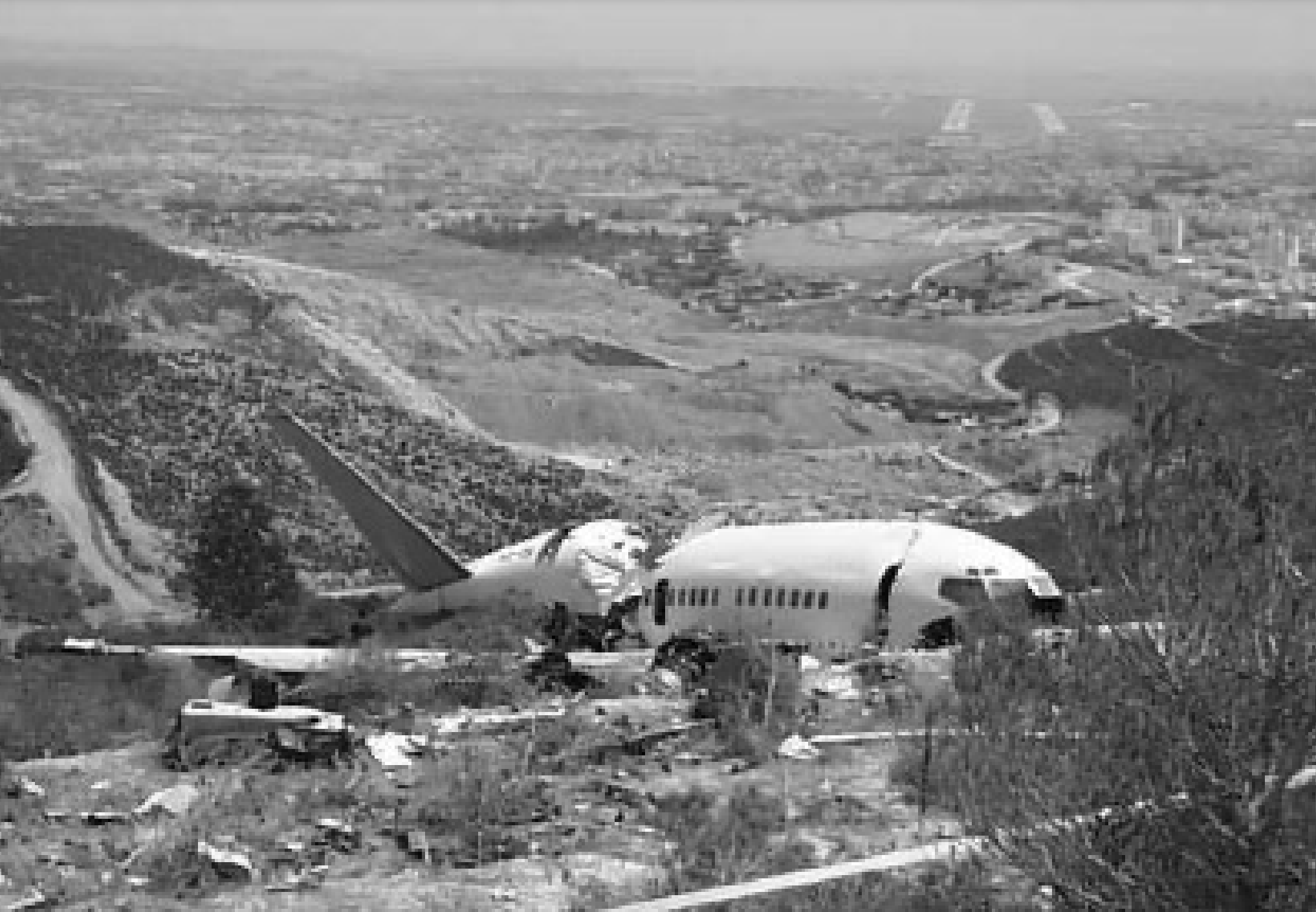
Épave du vol 843, photographiée sur le site du crash.

L'avion se brise en deux tronçons et l'arrière de l'avion prend feu juste après l'impact. En conséquence, la plupart des victimes sont assises à l'arrière de l'avion. Les équipes de secours se dirigent immédiatement vers la zone du crash pour secourir les passagers blessés et récupérer les corps des personnes tuées. Les secouristes déclarent avoir eu du mal à atteindre le site de l'accident en terrain accidenté. Des six membres d'équipage et 56 passagers à bord, trois membres d'équipage (les deux pilotes et un agent de bord) et onze passagers sont tués dans l'accident,.

## Enquête
L'enquête révèle que cet accident résulte de l'incapacité de l'équipage à exécuter et contrôler l'approche finale, notamment le non-respect du repère d'approche de l'aéroport, associé à la décision d'amorcer prématurément l'approche finale.
Parmi les facteurs ayant contribué à l'accident figurent les conditions météorologiques défavorables au moment de l'accident, y compris la visibilité réduite sur l'aéroport, les lacunes constatées dans la formation des deux pilotes, notamment celles relatives aux approches VOR/DME conventionnelles, ainsi que le peu d'expérience de vol des deux pilotes sur Boeing 737-500.